# He Wasn't
«He Wasn’t» — четвертий сингл із другого альбому Авріл Лавін Under My Skin. Не вийшов у США, але вийшов у Великій Британії. Пісню написали Авріл Лавін та Шанталь Крев'язюк.

## Список композицій
Австралійське видання
(82876690742; Released April 8, 2005)
1. «He Wasn’t» (Album version)
2. «He Wasn’t» (Live full band performance)
3. «He Wasn’t» (Live and acoustic)
4. «He Wasn’t» (Music video)

Британське й мексиканське видання
1. «He Wasn’t» (Album version)
2. «He Wasn’t» (Live version)
3. «He Wasn’t» (Music video)
4. Plus exclusive video diary and other stuff.

Французьке видання
1. «He Wasn’t» (Album version)
2. «He Wasn’t» (Live version)

Британське промо / Австралійське промо
1. He Wasn’t (Album version)

## Позиції в чартах
| Чарт (2005)                     | Позиція |
| ------------------------------- | ------- |
| Australian ARIA Singles Chart   | 25      |
| Ö3 Austria Top 40               | 35      |
| Belgian Ultratip (under 50)     | 2       |
| Canadian BDS Airplay Chart      | 92      |
| European Hot 100 Singles        | 68      |
| Irish Singles Chart             | 35      |
| German Top 100 Singles Chart    | 29      |
| New Zealand RIANZ Singles Chart | 38      |
| Russian Airplay Top 100         | 260     |
| Swiss Top 100 Singles Chart     | 43      |
| UK Singles Chart                | 23      |

## Нагороди і номінації
| Рік  | Церемонія              | Нагорода                  | Результат  |
| ---- | ---------------------- | ------------------------- | ---------- |
| 2005 | MTV Video Music Brasil | Найкраще міжнародне відео | Номінована |